# Liste von Orgeln in Russland
Diese Liste enthält Orgeln im heutigen Russland.

## Orgeln (Auswahl)
Die Instrumente sind nach der Anzahl der Register sortiert. Die Zahl in der sechsten Spalte gibt die Anzahl der Register wieder, in der siebenten Spalte die Anzahl der Manuale, P bedeutet ein selbstständiges Pedal. Die Liste ist in den angegebenen Größen weitgehend vollständig.

### 40 Register und mehr
| Stadt                  | Gebäude                                            | Jahr       | Orgelbauer                                     | Bild | Manuale | Register      | Bemerkungen |
| ---------------------- | -------------------------------------------------- | ---------- | ---------------------------------------------- | ---- | ------- | ------------- | --- |
| Kaliningrad            | Dom                                                | 2007       | Alexander Schuke Orgelbau, Werder              |      | IV/P    | 122 (90 + 32) | mit der Chororgel zusammen spielbar, am 12./13. Januar 2008 eingeweiht – Orgel |
| Moskau                 | Internationales Haus der Musik                     | 2004       | Glatter-Götz Orgelbau; Johannes Klais Orgelbau |      | IV/P    | 84            | 5582 Pfeifen |
| Moskau                 | Konzertsaal «Sarjadje»                             | 2008       | Muhleisen, Frankreich                          |      | IV/P    | 82            | mit etwa 7800 Pfeifen zweitgrößte Orgel Russlands |
| Moskau                 | Philharmonie, Tschaikowski-Konzertsaal             | 1959       | Rieger-Kloss, ČSSR                             |      | IV/P    | 82            | Opus 3255 |
| Moskau                 | Kathedrale der Unbefleckten Empfängnis, katholisch | 1955, 2005 | Kuhn Orgelbau, Männedorf, Schweiz              |      | IV/P    | 73            | 1955 im Basler Münster gebaut mit IV/P, 74, 2005 durch Orgelbau Schmid, Kaufbeuren, nach Moskau versetzt |
| Wolgograd              | Philharmonie                                       | 1982, 1988 | Rieger-Kloss, ČSSR                             |      | IV/P    | 65            | 1982 gebaut, 1988 aufgebaut, 31. Mai 1989 eingeweiht; Opus 3561 |
| Kondopoga              | Palast der Künste                                  | 2004       | Rudolf von Beckerath, Hamburg                  |      | IV/P    | 65            | [ 7 ] |
| St. Petersburg         | Philharmonie, Großer Saal                          | 1903       | E. F. Walcker & Cie.                           |      | III/P   | 59            | 1909 mit III/P, 47 gebaut (Opus 1100), 1910 von Walcker auf III/P, 52 erweitert, 1972 von Rieger-Kloss auf III/P, 64 (Opus 3400); 2004 von Johannes Klais verkleinert                                                                                     |
| Kasan                  | Konservatorium                                     | 1997       | Flentrop Orgelbouw, Niederlande                |      | III/P   | 59            | [ 9 ] |
| St. Petersburg         | Akademische Kapelle                                | 1891       | E. F. Walcker & Cie.                           |      | III/P   | 57            | 1891 für Niederländisch-Reformierte Kirche gebaut mit II/P, 28 (Opus 604); 1911 von Walcker auf II/P, 32 erweitert; 1927 in Akademische Kapelle versetzt; 1967 von Rieger-Kloss auf III/P, 45 erweitert; 2007 von Hermann Eule, Bautzen erweitert         |
| Jekaterinburg          | Philharmonie                                       | 1973       | Wilhelm Sauer                                  |      | III/P   | 57            | 1973 mit III/P, 52 gebaut (Opus 2000); 2004 von Johannes Klais erweitert |
| St. Petersburg         | Konservatorium, Kleiner Saal                       | 2009       | Hermann Eule, Bautzen                          |      | III/P   | 56            | |
| Samara                 | Philharmonie                                       | 2001       | Rudolf von Beckerath, Hamburg                  |      | III/P   | 52            | |
| Saratow                | Konservatorium                                     | 1985       | Wilhelm Sauer, Frankfurt/Oder                  |      | III/P   | 51            | |
| Moskau                 | Konservatorium, Großer Saal                        | 1899       | Charles Mutin, Paris                           |      | III/P   | 50            | 1900 auf der Weltausstellung in Paris gezeigt, 1901 in Moskau aufgebaut, Arbeiten 1958 durch Hermann Lahmann, Leipzig, 1968 durch Wilhelm Sauer, Frankfurt/Oder, 1980 durch Michel, Merklin & Kuhn, Lyon und 2016 Rieger, Schwarzach durchgeführt → Orgel |
| Nabereschnyje Tschelny | Orgelsaal                                          | 1972       | Rieger-Kloss, ČSSR                             |      | III/P   | 49            | Opus 3391, ursprünglich im Kasaner Konservatorium aufgestellt, 1997 umgesetzt |
| Jaroslawl              | Philharmonie                                       | 1974       | Wilhelm Sauer, Frankfurt/Oder                  |      | III/P   | 48            | 2014 von W. Sauer repariert |
| Jessentuki             | Schaljapin-Saal                                    | 1954/2011  | E. F. Walcker & Cie., Ludwigsburg              |      | III/P   | 47            | 2011 in Jessentuki aufgestellt |
| Pensa                  | Philharmonie                                       | 2013       | Hugo Mayer Orgelbau, Heusweiler                |      | III/P   | 47            | |
| Omsk                   | Philharmonie                                       | 1983       | Rieger-Kloss                                   |      | III/P   | 46            | Opus 3538, ein weiteres Transmissionsregister |
| Kaliningrad            | Philharmonie                                       | 1982       | Rieger-Kloss                                   |      | III/P   | 44            | Opus 3525 |
| Nowosibirsk            | Konservatorium                                     | 1968       | Wilhelm Sauer                                  |      | III/P   | 43            | Opus 1874 |
| St. Petersburg         | St. Petrikirche, evangelisch-lutherisch            | 1972–1973  | Willi Peter, Köln                              |      | III/P   | 43            | ursprünglich in Stockholm, Deutsche Kirche; 2017 von Rudolf von Beckerath in Petersburg aufgebaut |
| Twer                   | Philharmonie                                       | 1991       | Rieger-Kloss                                   |      | III/P   | 43            | Opus 3627 |
| St. Petersburg         | Mariinski-Theater                                  | 1979–1981  | Rieger-Kloss                                   |      | III/P   | 41            | Opus 3499; gebaut mit Teilen einer Orgel von E. F. Walcker & Cie. von 1892 aus der lutherischen Katharinenkirche auf der Wassiljewski-Insel (Opus 578) |
| Joschkar-Ola           | Mariinski-Theater                                  | 2014       | Alfred Kern & fils, Frankreich                 |      | III/P   | 41            | z. T. irrtümlich 51 Register angegeben |
| Perm                   | Philharmonie                                       | 2003       | Glatter-Götz, Owingen                          |      | III/P   | 40            | |
| St. Petersburg         | Mariinski-Theater, Konzertsaal                     | 2009       | Alfred Kern & fils                             |      | III/P   | 40            | |
| Murmansk               | Philharmonie                                       | 2016       | Glatter-Götz, Owingen                          |      | III/P   | 40            | |

### 23 bis 39 Register
| Stadt                    | Gebäude                                               | Jahr       | Orgelbauer                             | Bild | Manuale | Register | Bemerkungen                                                                |
| ------------------------ | ----------------------------------------------------- | ---------- | -------------------------------------- | ---- | ------- | -------- | -------------------------------------------------------------------------- |
| Barnaul, Altai           | Philharmonie                                          | 1982–1984? | Rieger-Kloss, ČSSR                     |      | III/P   | 39       | Opus 3542; 2010 von Rieger-Kloss repariert                                 |
| Belgorod                 | Philharmonie                                          | 2011       | Hermann Eule, Bautzen                  |      | III/P   | 39       |                                                                            |
| Moskau                   | Reformierte Kirche, heute Baptistenkirche             | 1898       | Ernst Röver, Hausneindorf              |      | III/P   | 38       | Opus 73                                                                    |
| Kislowodsk               | Philharmonie                                          | 1990       | Sauer Orgelbau                         |      | III/P   | 38       |                                                                            |
| Tscheljabinsk            | Saal für Kammer- und Orgelmusik                       | 1986       | Hermann Eule, Bautzen                  |      | III/P   | 37       |                                                                            |
| Astrachan                | Konservatorium                                        | 1975       | Rieger-Kloss, ČSSR                     |      | III/P   | 36       | Opus 3438                                                                  |
| Tomsk                    | Philharmonie                                          | 1981       | Sauer Orgelbau, Frankfurt/Oder         |      | III/P   | 34       |                                                                            |
| Chanty-Mansijsk          | Zentrum «Jurga Classic»                               | 2008       | Johannes Klais Orgelbau                |      | III/P   | 34       |                                                                            |
| Moskau                   | Kathedrale St. Peter und Paul, evangelisch-lutherisch | 1898       | Wilhelm Sauer, Frankfurt/Oder          |      | III/P   | 33       | Opus 755; 2006 durch Reinhard Hüfgen restauriert                           |
| Sotschi                  | Saal für Orgel- und Kammermusik                       | 1986       | Rieger-Kloss                           |      | III/P   | 33       |                                                                            |
| Nischni Nowgorod         | Konservatorium                                        | 1960       | Alexander Schuke, Potsdam              |      | III/P   | 32       |                                                                            |
| Uljanowsk                | Philharmonie                                          | 1982       | Hermann Eule                           |      | II/P    | 32       |                                                                            |
| Kaliningrad              | Dom                                                   | 2006       | Alexander Schuke Orgelbau              |      | II/P    | 32       | Chororgel, mit großer Orgel (IV/P, 90) zusammen spielbar, Opus 618 – Orgel |
| Krasnojarsk              | Philharmonie                                          | 1983       | Rieger-Kloss                           |      | III/P   | 31       | wird auch von der katholischen Gemeinde genutzt, Opus 3540                 |
| Ufa                      | Philharmonie                                          | 1986–1987  | Sauer Orgelbau                         |      | II/P    | 31       |                                                                            |
| Moskau                   | Bolschoi-Theater                                      | 2007       | Glatter-Götz, Owingen                  |      | II/P    | 31       | [ 16 ]                                                                     |
| Dubna                    | Jungenchorschule                                      | 2004       | Hans-Jürgen Vogel, Halle               |      | II/P    | 30       | [ 17 ]                                                                     |
| Moskau                   | Musikmuseum (vormals Glinka-Museum), Prokofjewsaal    | 1976       | Schuke Orgelbau                        |      | II/P    | 28       | Opus 467                                                                   |
| Archangelsk              | Philharmonie                                          | 1991       | Schuke Orgelbau                        |      | II/P    | 28       | Opus 575                                                                   |
| Irkutsk                  | Kirche Mariä Himmelfahrt                              | 1978       | Schuke Orgelbau                        |      | II/P    | 27       | auch als Konzertsaal der Philharmonie genutzt Opus 481                     |
| Kemerowo                 | Philharmonie                                          | 1983       | Sauer Orgelbau                         |      | II/P    | 27       | Opus 2149                                                                  |
| St. Petersburg           | Finnische Marienkirche                                | 2010       | Martti Porthan, Finnland               |      | II/P    | 27       |                                                                            |
| Dubrowizy, Tobolsk       | Kulturzentrum                                         | 2015       | Späth Orgelbau, March/Breisgau         |      | II/P    | 27       | Opus 1005, Kulturzentrum erst 2017 eröffnet                                |
| Moskau                   | Konservatorium, Kleiner Saal                          | 1959       | Schuke Orgelbau                        |      | II/P    | 26       | Opus 302                                                                   |
| Kirow                    | Katholische Kirche                                    | 1991       | Hugo Mayer Orgelbau, Heusweiler        |      | II/P    | 26       | auch als Konzertsaal genutzt                                               |
| Krasnodar                | Konzertsaal                                           | 2004       | Rudolf von Beckerath Orgelbau, Hamburg |      | II/P    | 26       |                                                                            |
| Moskau                   | Zentralklinik, Trauerhalle                            | 1987       | Mönch & Prachtel, Überlingen           |      | II/P    | 25       | 2014 von Dmitrij Below repariert                                           |
| Moskau                   | Gnessin-Schule                                        | 2015       | Glatter-Götz, Owingen                  |      | II/P    | 25       |                                                                            |
| Swetlogorsk, Kaliningrad | Orgelsaal der Firma «Makarow»                         | 1995       | Hugo Mayer, Heusweiler                 |      | II/P    | 24       |                                                                            |
| St. Petersburg           | Anglikanische Kirche                                  | 1877       | Brindley & Foster, Sheffield           |      | III/P   | 23       | Orgel erhalten, aber nicht spielbar                                        |
| Wolgograd                | Lutherische Kirche in Sarepta                         | 1954       | G. F. Steinmeyer & Co., Oettingen      |      | II/P    | 23       |                                                                            |
| Marx                     | Christus-König-Kirche                                 | 1960       | Emanuel Kemper, Lübeck                 |      | II/P    | 23       | 1980 von Hugo Mayer bearbeitet; seit 2018 in Marx                          |
| Toksovo, Karelien        | Kirche St. Peter und Paul, evangelisch-lutherisch     | ?          | G. F. Steinmeyer & Co., Oettingen      |      | II/P    | 23       | 1996 von Schmid repariert                                                  |
| St. Petersburg           | Taurisches Palais                                     | 2010       | Gerhard Grenzing, Barcelona            |      | II/P    | 23       | [ 22 ]                                                                     |

Krim
| Stadt | Gebäude                | Jahr | Orgelbauer                    | Bild | Manuale | Register | Bemerkungen |
| ----- | ---------------------- | ---- | ----------------------------- | ---- | ------- | -------- | --- |
| Jalta | Zentrum für Orgelmusik | 1998 | Wladimir Chromtschenko, Jalta |      | IV/P    | 77       | mit 5 weiteren nichtklingenden Registern, ursprünglich IV/P, 65 (+4), 2014 durch ihn erweitert, größte Orgel der Ukraine während der Zugehörigkeit |
| Jalta | Katholische Kirche     | 1989 | Rieger-Kloss                  |      | III/P   | 35       | Opus 3611 |
| Jalta | Spendiarow-Schule      | 1981 | Wladimir Chromtschenko        |      | III/P   | 27       | erste Orgel eines sowjetischen Orgelbauers |